# Konrad Haebler
Konrad Haebler (29. října 1857 Drážďany – 13. prosince 1946 Stadt Wehlen) byl německý knihovník, badatel na poli inkunábulí, historie knihtisku a knihy, zabýval se také historií Španělska. V letech 1907–1921 byl ředitel rukopisného oddělení Staatsbibliothek v Berlíně, zde byl také předsedou komise Gesamtkatalog der Wiegendrucke. Obecného využití se dostalo jeho typologické metodě pro bližší určení prvotisků, kterou spoluvytvářel a prosazoval.

## Dílo
- Die wirtschaftliche Blüte Spaniens im 16. Jahrhundert und ihr Verfall, 1888
- The early printers of Spain and Portugal, 1897
- Bibliografía ibérica del siglo XV., 1903
- Typenrepertorium der Wiegendrucke, 1905–1924
- Geschichte Spaniens unter den Habsburgern, 1907
- Handbuch der Inkunabelkunde, 1925
- Rollen- und Plattenstempel des 16. Jahrhunderts, 1928–1929